# Draper (Utah)
Draper – miasto w Stanach Zjednoczonych, w stanie Utah, w hrabstwie Salt Lake.